# Murrayeiland

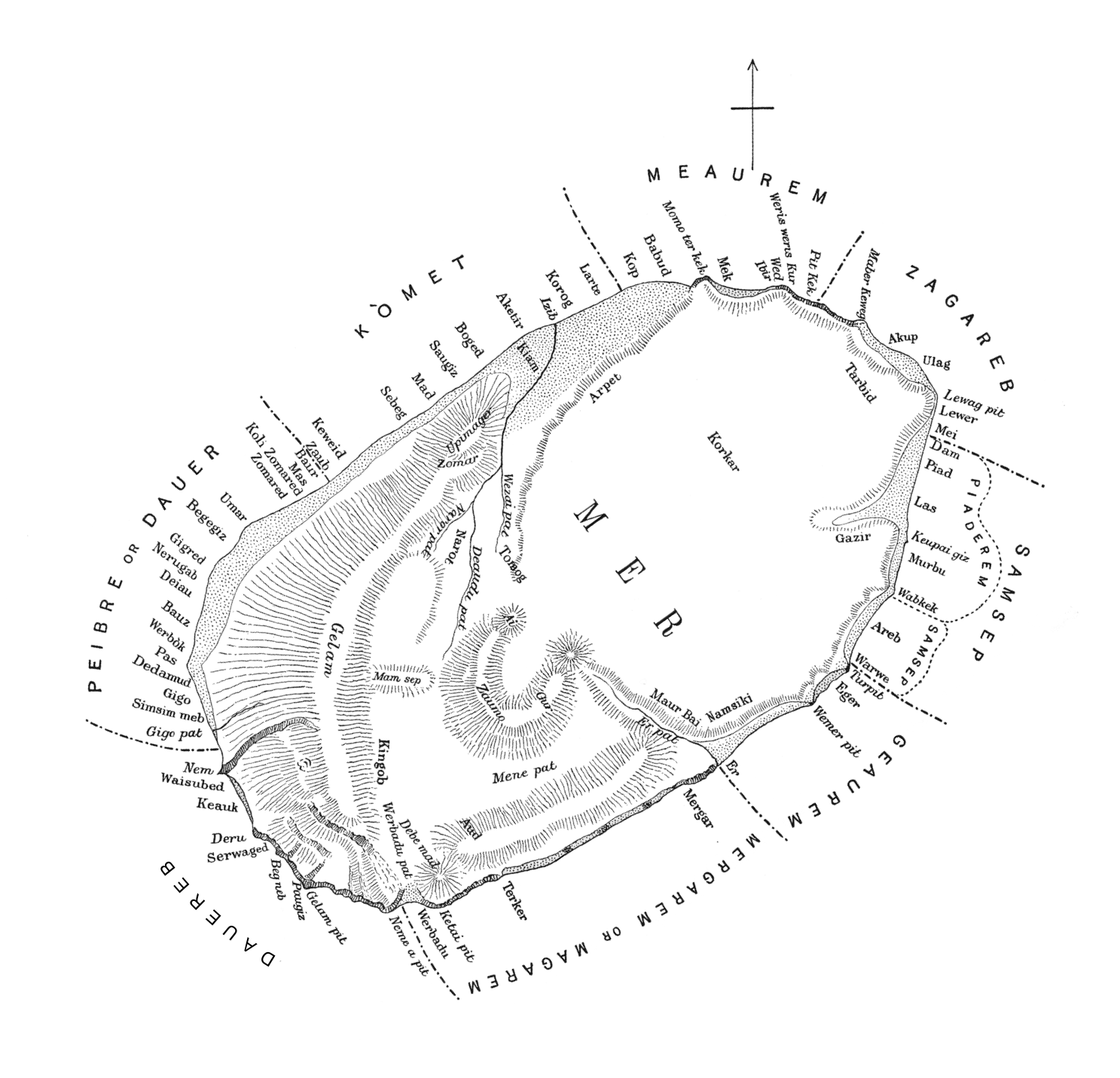
Murrayeiland met traditionele wijken en dorpen

Murrayeiland (Engels Murray Island) is een vulkanisch eiland in de Straat Torres. De oorspronkelijke bewoners zijn de Meriam. Zij noemen het eiland Mer.
Het eiland maakt onderdeel uit van de Murray-eilandengroep die verder nog uit de bijeilandjes Dowar Island (Dauar) en Wyer Island (Waier) bestaat. De groep ligt ongeveer 100 km ten noordoosten van Kaap York, het noordelijkste puntje van Australië, en op minder dan 20 km van het meest noordelijke punt van het Groot Barrièrerif.
Murray Island is het meest oostelijk bewoonde eiland van de Straat Torres-eilanden en werd in 1879 door de Australische deelstaat Queensland geannexeerd. Volgens de volkstelling van 2006 wonen er 485 mensen.

## Bekende bewoners
- Eddie Koiki Mabo (1936-1992), Aboriginalactivist